# 依田康信
依田 康信（よだ やすのぶ）は戦国時代の武将。後北条氏家臣。評定衆、御馬廻衆、寄親を務めた。

## 生涯
永禄10年（1567年）12月に北条氏邦の朱印状奏者として見えるのが初見。はじめは氏邦の家臣であったが、元亀3年（1572年）5月ごろには当主である北条氏政の側近になり、御馬廻衆に編成された。
天正5年（1577年）2月ごろより、下総守康信の名で評定衆として名がみえ、以後、主要署判者の一人となっている。同10年（1582年）ごろからは寄親の一人となっている。
天正16年（1588年）7月20日が終見。嫡子と思われる依田大膳亮が後を継いだ。